# François Mader
François Mader est un facteur d'orgue de Marseille ayant œuvré durant la seconde moitié du XIXe siècle. 
Surnommé le « Cavaillé-Coll marseillais » pour la qualité et la quantité de ses travaux sur près de cinquante ans, ses orgues sont caractérisées par une harmonie pleine, ronde et puissante.

## Biographie
Originaire de Pologne, il naît à Kamienica en Silésie polonaise le 20 janvier 1827. 
Il se forme auprès de Théodore Sauer, alors directeur de la succursale lyonnaise de Daublaine & Callinet, et du toulousain d'adoption Frédéric Jungk avec lequel notamment il travaille en 1853 sur l’instrument construit en 1668 par Charles Royer à Cuers. À Saint-Michel Archange de Marseille il collabore avec Alfred Abbey (Dublin, v. 1824-Saint-Chamond, 16 décembre 1873, fils de John Abbey, fondateur de la dynastie, et d'Anne-Elisabeth Monkinson) à la construction d’un petit orgue de 2 claviers. 
En 1855, à l'âge de 28 ans, Grégoire André Gianani (1781-1866) l'intègre à son entreprise de facture d'orgue "Gianani & ses fils". Grégoire André Gianani épousera en 1854 à Marseille Pauline Angèle Méritan, mère de la future femme de François Mader. Il lui sera toujours attaché et sera témoin de son décès le 9 novembre 1866.
Un de ses premiers chantiers est à Toulon à Saint-François-de-Paule où il répare l’orgue édifié en 1845 par le facteur lyonnais Augustin Zeiger. 
Il épouse, en l’église Saint-Théodore de Marseille, le 2 juillet 1857, Marie-Louise Angélique Méritan (1834-1923) née à Brignoles, sœur de l'organier Julien Prosper Méritan (1832-1910). 
En 1861 il est toujours associé avec ses beaux-frères Prosper Méritan et Julien Paul Méritan (1832-1886). 
En 1865, il s'associe brièvement avec  Alfred Abbey qui vient de prendre la succession de Théodore Sauer. 
Après le mariage de sa fille Marie Léontine (1867-1946) en 1885, il s'associe à son gendre Louis Arnaud (1864-1902). 
Sur la fin de sa vie, lors d'un voyage en Angleterre, il découvre la transmission électrique et devient l'importateur exclusif du procédé Hope-Jones, supérieur, d'après Charles Mutin, au système Schmoele & Mols distribué par Joseph Merklin. Il n'arrive cependant pas à l'imposer ; le seul exemplaire monté en 1895 sur l'orgue de la salle Valette à Marseille est revendu à l'école Niedermeyer de Paris. 
François Mader meurt à Marseille le 19 février 1898.  

## Héritage
François Mader a entretenu une correspondance abondante avec Aristide Cavaillé-Coll, révélatrice de sa collaboration (parfois en sous-traitance) avec cette maison à Marseille et en Provence.
Deux anciens ouvriers de la maison Mader les frères Henri (1856-1936) et Félix (1859-1936) Vignolo perpétueront la mémoire et le savoir-faire de François Mader. Deux fils d'Henri suivront cette voie : Marius Blanc (né en 1882) et Félix Vignolo (1887-1946).
Son neveu Léon Méritan né en 1860 (fils de Julien Paul) s'associa vers 1897 avec le facteur de pianos Louis Abeille (1846-1923) pour fonder la maison Abeille, Léon Méritan & Cie, qui tentera des innovations en facture d'orgues comme la traction tubulaire, la soufflerie à gaz ou le ventilateur électrique. Leur atelier était situé au 4 de l’actuelle rue Monte-Cristo à Marseille : située dans le même axe, la rue des Orgues doit son nom à cette activité. 

## Réalisations
Durant une carrière bien remplie d’un demi-siècle, François Mader aura réalisé une centaine de chantiers. Parmi eux :
- Entrevaux, ex-cathédrale N.D.de l'Assomption, réparation en 1858 puis restauration en 1864 de l'orgue de Jean Eustache de 1717, partie instrumentale  Classée MH[3]

- Arles, abbatiale Saint-Césaire, construction en 1866, 20 jeux sur 2 claviers & Pédale, restauré par Yves Cabourdin en 1992 (PHOTO)

- Toulon, Saint-Flavien-du-Mourillon, construction en 1867, 20 jeux sur 2 claviers & Pédale

- Toulon, cathédrale Sainte-Marie, en 1869 transformation importante de l’orgue de Frédéric Jungk de 1851 pour dégager la rose, puis en 1887 installation d’une « machine Barker »

- Lorgues, collégiale St Martin, modifications en 1874 puis en 1889 de l'orgue d'Augustin Zeiger de 1836, restauré par Alain Sals de 1986 à 1993, partie instrumentale  Classée MH[4]

- La Ciotat, Notre-Dame-de-l’Assomption, construction en 1877, 28 jeux sur 2 claviers avec machine Barker sur le G.O., restauré en 1991 et 2003 par la Manufacture de Grandes Orgues de Lodève, un des mieux conservés

- Hyères, Saint-Louis, construction en 1878, 33 jeux sur 3 claviers et pédalier[5]

- Marseille, Église Saint-Cannat, réparation en 1886 de l’orgue monumental de Jean-Esprit Isnard

- Marseille, Saint-Théodore, construction dans un buffet XVIIIe d'un orgue 26 jeux sur 2 claviers et Pédale, en 1890

- Marseille, Les Grands Carmes, reconstruction dans le buffet de 1640 attribué à la famille Eustache, avec seulement 14 jeux sur les 24 prévus sur 2 claviers et Pédale, à cause de contingences financières
- Marseille, Eglise Saint-Charles IM, livraison en 1883 d'un orgue de chœur de 8 jeux répartis sur deux claviers avec pédalier en tirasses. Restauré en 2016.

- Avignon, collégiale Saint-Didier, construction en 1891, 32 jeux sur 3 claviers et Pédale, réparé en 2006 par Jean Deloye

- La Seyne-sur-Mer, Notre-Dame du Bon Voyage, construction en 1892, 29 jeux sur 2 claviers et Pédale, seul orgue de Mader  Classé MH[6], partiellement restauré en 1985 par Alain Sals (PHOTO).

De l’héritage de son maître Frédéric Jungk avec jeux coupés au ton, jusqu’à l’apogée de l’orgue symphonique, son style ne cesse d’évoluer. Après le décès de son beau-père,  il pratique dès 1870 l’entaille de timbre, abandonne le positif dorsal (postiche quand il existe) pour le duo, dans les orgues de moyenne importance, Grand-Orgue/Récit expressif  et installe la « machine Barker » dès que son instrument dépasse 25 jeux et 2 claviers.
En conclusion, on peut considérer François Mader comme l'un des plus grands organiers provençaux, aux côtés de Pierre Marchand, de Charles Boisselin, des frères Eustache, de Charles Royer, et autres Meyssonnier, sans oublier les illustres Jean-Esprit Isnard et son neveu Joseph.

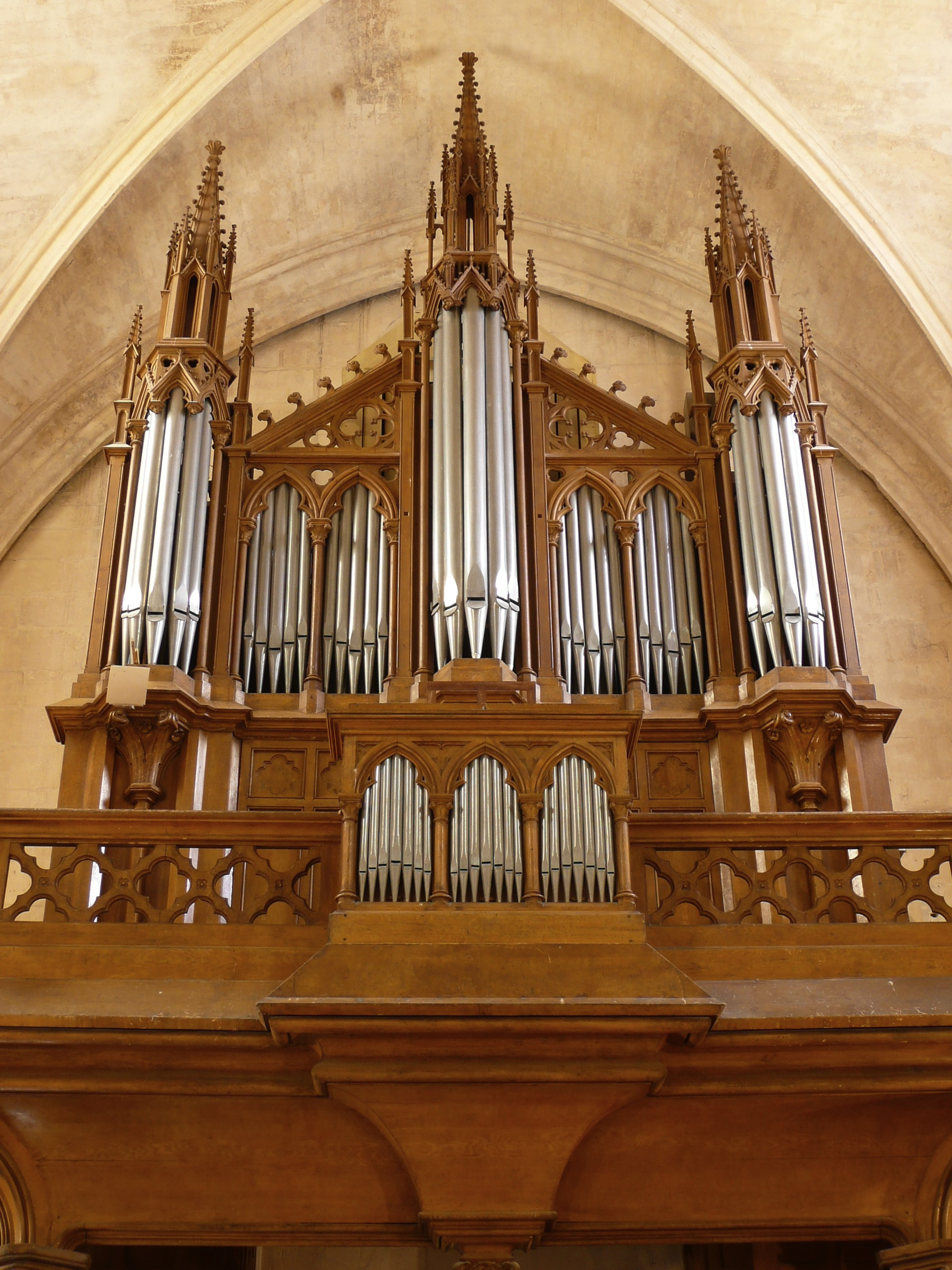
Arles église Saint-Césaire
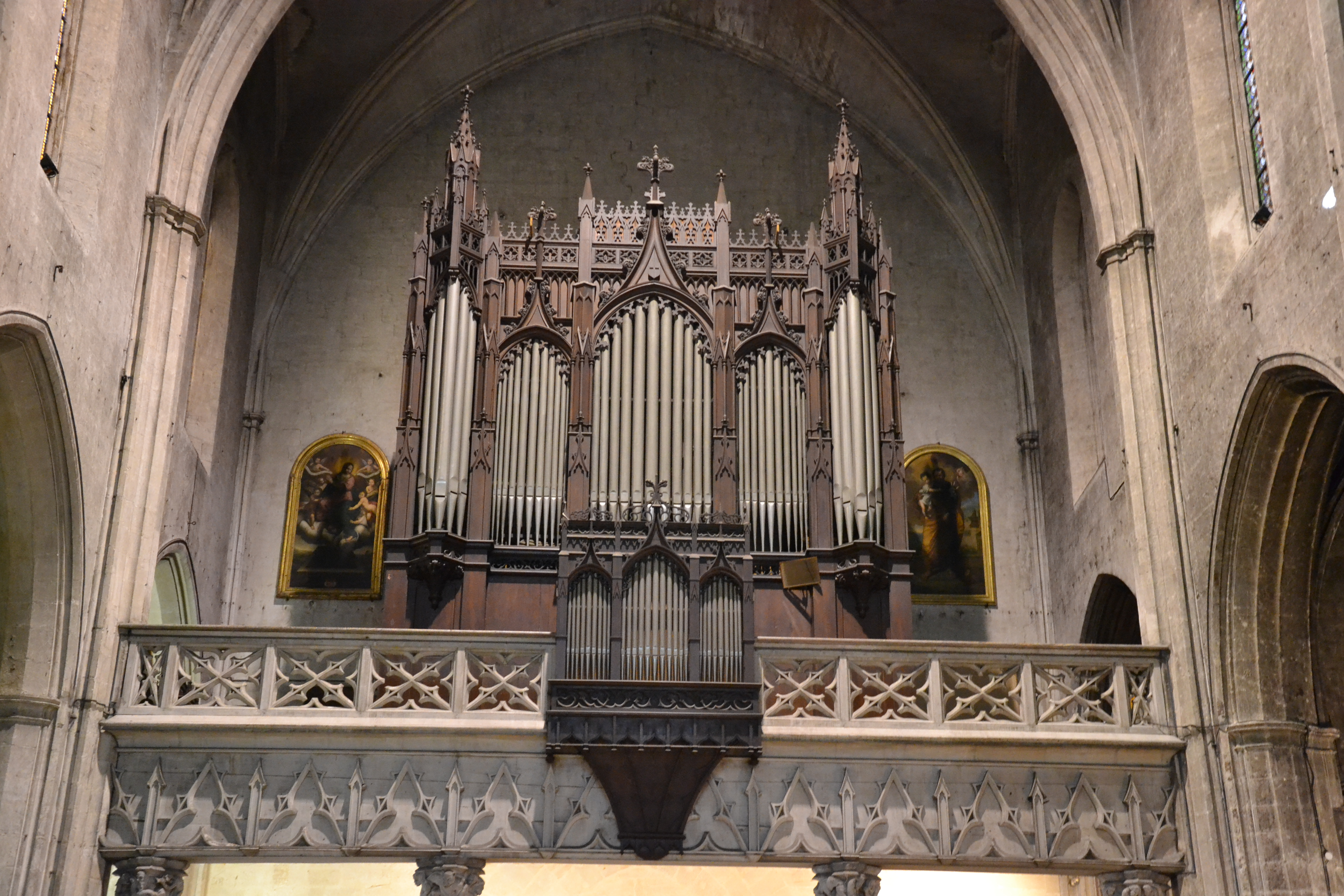
Avignon église Saint-Didier
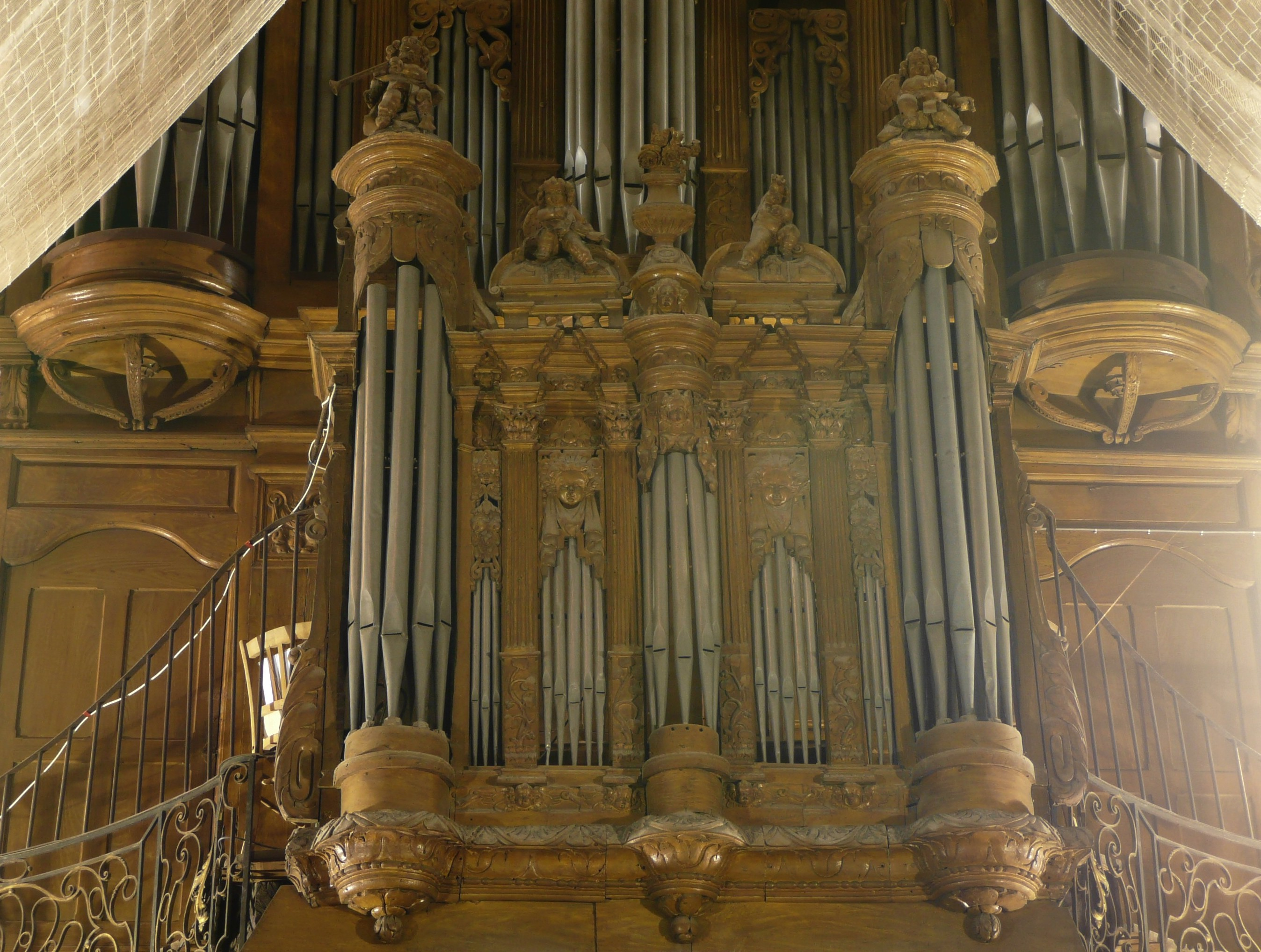
Marseille église des Grands Carmes, orgue Eustache-Mader
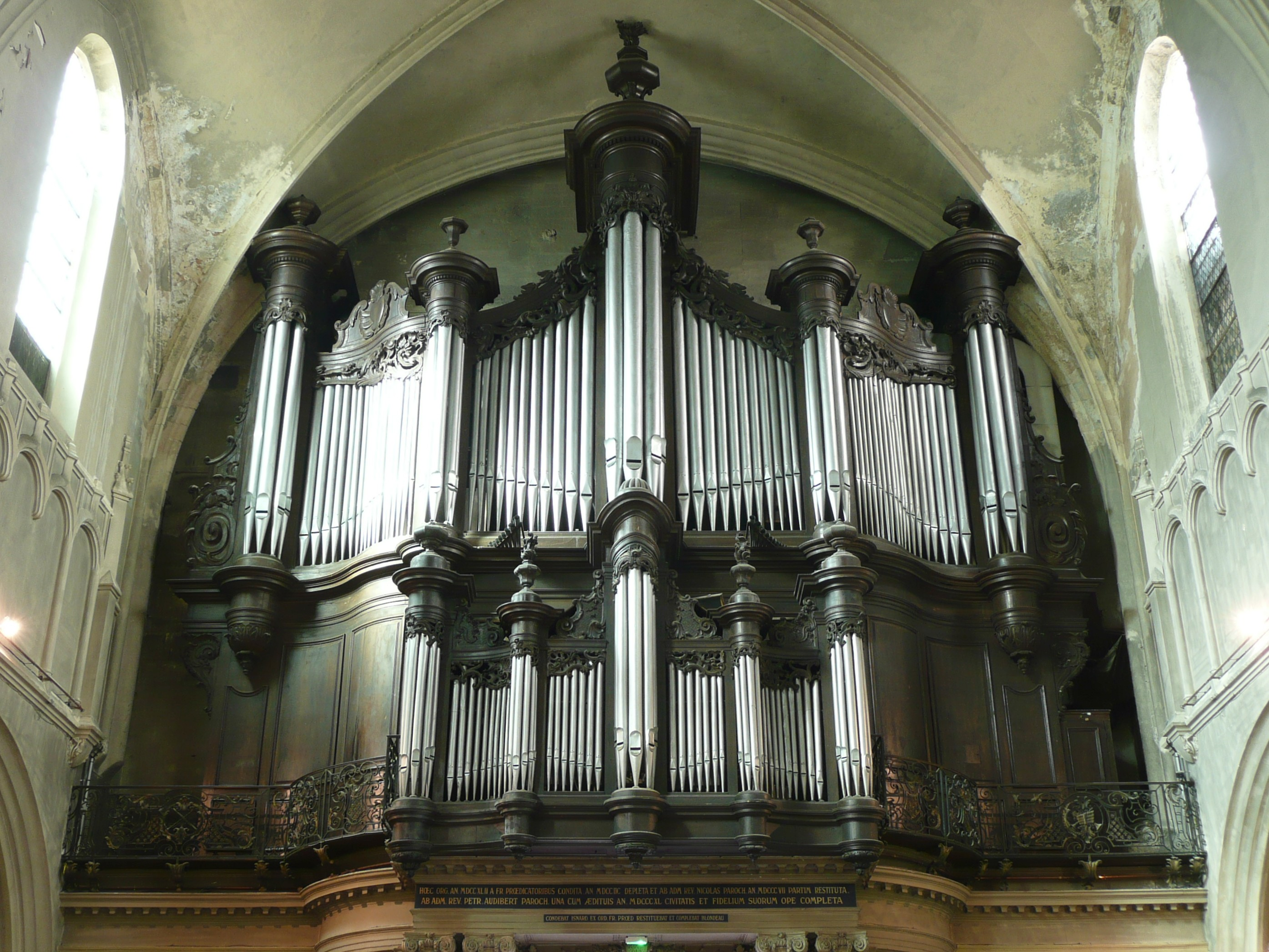
Marseille, église Saint-Cannat, orgue Isnard-Mader